# Nanaguna
Nanaguna is een geslacht van vlinders van de familie visstaartjes (Nolidae), uit de onderfamilie Chloephorinae.

## Soorten
- N. albisecta Hampson, 1905
- N. basalis Moore, 1885
- N. breviuscula Walker, 1863
- N. brunnea Hampson, 1905
- N. clopaea Turner, 1902
- N. erastioides Walker, 1862
- N. florida Walker, 1862
- N. herbida Walker, 1864
- N. orbiculigera Turner, 1936
- N. polypoecila Turner, 1929
- N. praedulcis Turner, 1920
- N. quadrifera Warren, 1914
- N. rufitincta Hampson, 1918
- N. sordida Wileman, 1914
- N. teleoleuca Prout, 1922
- N. variegata Hampson, 1894
- N. vittalis Walker, 1866